# 사회 영향
사회 영향(社會影響)은 개인 사이나 집단 간에서 한 편이 한 편의 행동, 태도, 감정 등을 변화시키는 것이다. 사회심리학의 연구 영역의 하나이다. 사회적 세력, 동조, 설득, 리더쉽, 커뮤니케이션, 광고, 유행 등의 연구테마와 관련한다.
예를 틀면 100마리의 얼룩말의 무리가 사자의 기색을 찰지해 30마리가 도망가도, 곧 수습해 일과성의 동조 행동은 무리가 통제하는 것으로 끝난다고 한다. 그러나, 70마리가 도망갔다면, 동조 행동은 무리 전체로 확대한다고 한다.
인간의 경우에 대해서도 같은 실험을 하고, 동조 행동을 볼 수 있다는 여러 실험 및 결과가 나와 있다.
그것은 신호의 색이 파랑인지 초록인지를 회답하는 실험에서, 진정한 피험자 1명 중에, 9명의 야바위꾼을 투입한다. 정답이 파랑이어도, 야바위꾼이 초록과 회답을 계속했을 경우, 진정한 피험자는 정답이 파랑이다는 태도를 바꾸고 초록이라고 대답하게 된다는 제일성의 원리가 보인다.
특정의 사고나 행동 양식이 등장해, 거기에 덤벼드는 사람이 많았던 (초기 동원수가 많다) 경우, 일과성의 유행에는 끝나지 않고, 군중 전체를 삼켜, 구형의 사고나 행동 양식에 취해 대신한다고 한다.
그렇게 해서, 사회적 영향의 결과 확립된 새로운 사고나 행동 양식은 규범성을 띠어 조소나 비난에 의해, 일탈 행동을 하는 사람을 제어하려고 한다('자천의 경호원'). 사회적 영향의 결과 확립된 규범의 타당성은 논의되지 않거나, 논의 자체를 터부시 해 버리는 것이 보통이다. 사회적 영향의 기원은 자신 1명이 다른 사람과 다른 사고나 행동을 취하는 일에 의해, 다른 사람으로부터 미움받고 싶지 않다는 욕구에 있다. 사회적 영향을 납득해 채용한 (내면화한) 사람은 사회적 영향을 받지 않는 사람·사회적 영향을 거절하는 사람을 싫어하는 것이다. 그렇게 해서, 자신이 다른 사람으로부터 사회적 영향을 받아 사고나 행동 양식을 바꾸었을 경우, 이번은 자신이 그 사회적 영향의 동조원이 된다.
사회적 영향은 말하자면 다수파 독재이지만, 소수파가 일관한 반대를 하여 변혁할 수 있다고도 말해진다. 소수파의 반대가 사회적 영향을 지지하는 다수파의 눈에 보였을 경우에는 조소나 비난이 곤란하게 되어, 소수파의 반대를 존중하지 않을 수 없게 된다고 한다 (다수파의 굳건함을 무너뜨린다). 신호의 색을 식별하는 전제의 실험에서도, 야바위꾼 안에 혼자서도 파랑이라고 회답하는 사람이 있으면, 진정한 피험자가 태도를 바꾸는 확률은 떨어진다고 한다. 이를 사회적 증명이라 한다.
사회적 영향은 그 사회의 중심에 있는 만큼 받기 쉽고, 바깥 틀부에 있는 만큼 받기 어렵다. 그 사회의 중심에 있으면, 사회적 영향을 사방팔방으로부터 받는데 비해, 바깥 틀부에 있으면, 일방적으로 밖에 사회적 영향을 받지 않는 것이다.

## 사회영향
사회심리학에서 여러 심리학자들은 사회영향을 크게 규범적 사회영향(normative social influence)과 정보적 사회영향(informational social influences)으로 분류하고 있다. 규범적 사회영향(normative social influence)은 법,제도,규칙과 같이 사회적 외부 압력이 보다 작용하며 정보적 사회영향(informational social influences)은 외부 환경의 정보를 참고하는데 있어서 개인의 심리적,가치관적,경험적 판단이 보다 작용하는 것으로 알려져있다. 이러한 맥락은 동조의 원인으로 사회적 영향을 규범적 영향과 정보적 영향으로 구분짓는것과 관련있다.

## 같이 보기
- 사회심리학
- 조종
- 집단심리
- 행동과학
- 사회적 증명
- 사회적 전염

### 틀
- 틀:동조